# Aphnaeus rukmini
Aphnaeus rukmini är en fjärilsart som beskrevs av De Nicéville 1889. Aphnaeus rukmini ingår i släktet Aphnaeus och familjen juvelvingar. Inga underarter finns listade i Catalogue of Life.